# 威廉·埃默里·布里奇斯

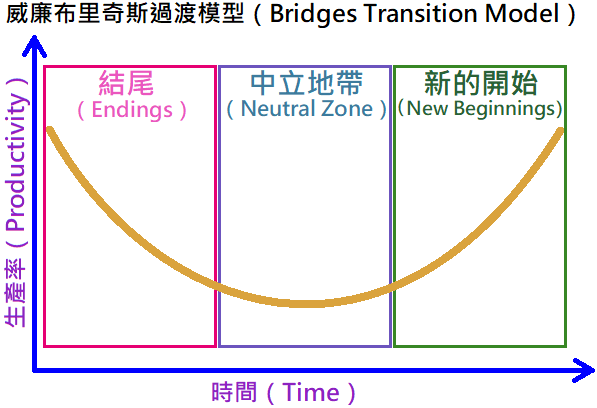
威廉布里奇斯過渡模型（Bridges Transition Model）

威廉·埃默里·布里奇斯（英語：William Emery Bridges，1933年11月24日—2013年2月17日）是一位美國作家、演說家和組織顧問。在1991年時曾經提出布里奇斯過渡模型（Bridges Transition Model），強調組織在過渡期的重要性，這是組織成功進行變革的關鍵。2013年2月17日，布里奇斯因路易氏體失智症在拉克斯珀的家中去世，享壽79歲 。

## 書籍
- Managing Transitions ISBN 0-7382-1380-2
- Transitions ISBN 0-7382-0904-X
- The Way of Transition ISBN 0-7382-0529-X
- Creating You & Co ISBN 0-7382-0032-8